# 신천도서관 (대구)
신천도서관은 대구광역시 동구 소재의 구립 도서관이다.

## 연혁
- 2015년 1월 신천도서관 착공 및 공사시행
- 2016년 3월 신천도서관 건립공사 준공
- 2016년 4월 26일 - 5월 11일 임시개관
- 2016년 5월 12일 신천도서관 개관

## 시설현황
1층(로비 및 방풍층) : 무인반납기, 장애인화장실
2층(어린이자료실) : 어린이 및 유아 자료실, 화장실
3층(종합자료실) : 청소년 및 성인 자료실, 국회원문열람PC, 화장실
4층(강좌실) : 1강좌실, 2강좌실, 화장실
5층(사무실) : 사무실, 화장실
실외 : 주차장

## 이용 안내
| 구분         | 평일        | 토·일요일   |
| ------------ | ----------- | ----------- |
| 어린이자료실 | 09:00~18:00 | 09:00~17:00 |
| 종합자료실   | 09:00~20:00 | 09:00~17:00 |

매주 월요일, 국정공휴일은 쉽니다.